# Shijingshan
Shijingshan är ett stadsdistrikt i Pekings storstadsområde i Kina.
Shijingshan är indelat i nio stadsdelsdistrikt:
- Babaoshan (八宝山街道)
- Bajiao (八角街道)
- Guangning (广宁街道)
- Gucheng (古城街道)
- Jindingjie (金顶街街道)
- Laoshan (老山街道)
- Lugu (鲁谷街道)
- Pingguoyuan (苹果园街道)
- Wulituo (五里坨街道)